# Гайдзин

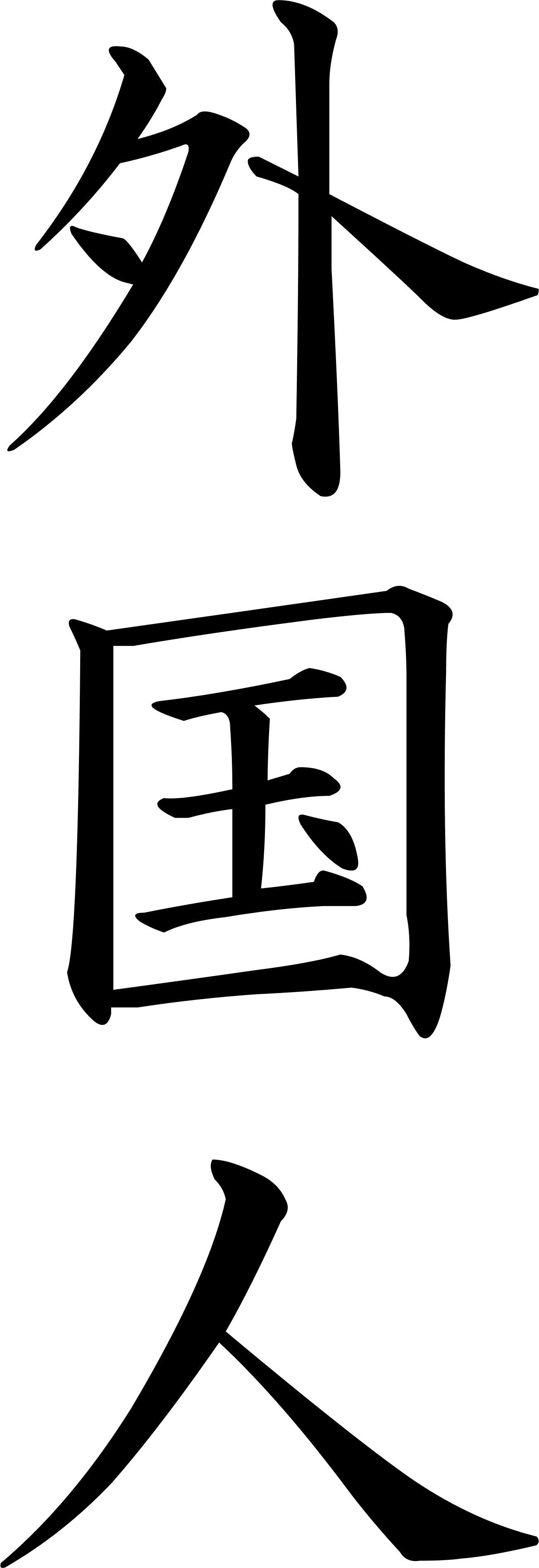
Гайкокудзин иероглифами

Гайдзи́н (яп. 外人[ɡai(d)ʑiɴ]) — сокращение японского слова гайкокудзин (яп. 外国人 [ɡaikokɯꜜ(d)ʑiɴ]), переводящееся как «иностранец», либо как «человек извне».
Иероглифы, составляющие слово гайкокудзин (外国人), означают 外 «вне», 国 «страна» и 人 «человек». Таким образом, буквально слово означает «человек из внешней страны». В просторечии может употребляться грубая сокращённая форма гайдзин (яп. 外人) являющаяся сабэцуёго (дискриминационным словом), содержащая только иероглифы 外 «вне» и 人 «человек»; таким образом, это слово означает «человек извне».

## Происхождение и история
Гайкокудзин или гайдзин — сравнительно новые слова в японском языке. Португальцев, первых из европейцев, посетивших Японию, называли намбандзин (南蛮人 — «южные варвары»), из-за того, что их корабли приходили с юга, а моряков считали грубыми и неучтивыми. Когда 50 лет спустя, в начале XVII века, Японии достигли английские и голландские авантюристы, их стали называть комодзин (紅毛人 — «красноволосые люди»).
Когда режим Токугава закрыл Японию для контактов с внешним миром, пришельцев с Запада в основном называли идзин (異人 — «другой человек»). Это укороченная форма от икокудзин (異国人 — «человек из другой страны») или иходзин (異邦人 — «человек с другой родиной»). Эти слова ранее использовались для японцев из другой феодальной области.
После реставрации Мэйдзи для упоминания иностранцев правительством было введено в обращение слово гайкокудзин, которое постепенно вытеснило слова идзин, икокудзин и иходзин. Когда Японская империя захватила Корею и Тайвань, для населения имперских территорий стали использовать слово найкокудзин (内国人 — «человек с внутренней территории»). После Второй мировой войны этот термин утратил своё значение, гайкокудзин стал официальным термином для упоминания не-японцев, а все остальные термины вышли из обихода.

## Современное использование (в XXI веке)
В японском языке в просторечии часто используются сокращённые варианты длинных слов. Однако, когда укороченная форма становится популярной и просторечное значение становится общепринятым, то исходная форма слова может практически исчезнуть из употребления.
Наиболее формальным термином является гайкоку но ката (外国の方 — приблизительно «персона из другой страны»), следом идёт гайкокудзин, а затем гайдзин. В выборе формулировок есть свои нюансы. Так, слово гайдзин входит в список слов, не рекомендованных к употреблению в теле- и радиоэфире.
Людей японского происхождения, живущих или родившихся в других странах, называют никкэй-дзин, а детей от смешанных браков — хафу (от англ. half — «половина»).
Слово гайдзин может употребляться как обращение. В таком случае оно обычно используется с именным суффиксом -сан.
Порой японцы так называют иностранцев, даже когда сами находятся за границей.

## В искусстве
- «Мой жених — иностранец» — японский фильм режиссёра Кадзуаки Уэ, показывающий, на примере романтической истории, различные затруднительные ситуации часто возникающие при тесном общении представителей различных культур с японской.
- В фильме «Токийский дрифт» приехавшего в Токио главного героя Шона Босуэлла также называют гайдзин (гайджин).
- В компьютерной игре «Command & Conquer: Red Alert 3» играя за Японскую империю, можно услышать как главные персонажи и юниты шовинистически относясь к своим врагам, называют их «гайдзинами».
- Книга Майала Муртага «Гайдзин на службе в Mitsubishi. Японский менеджмент глазами европейца: шокирующая правда».